# Sherwani

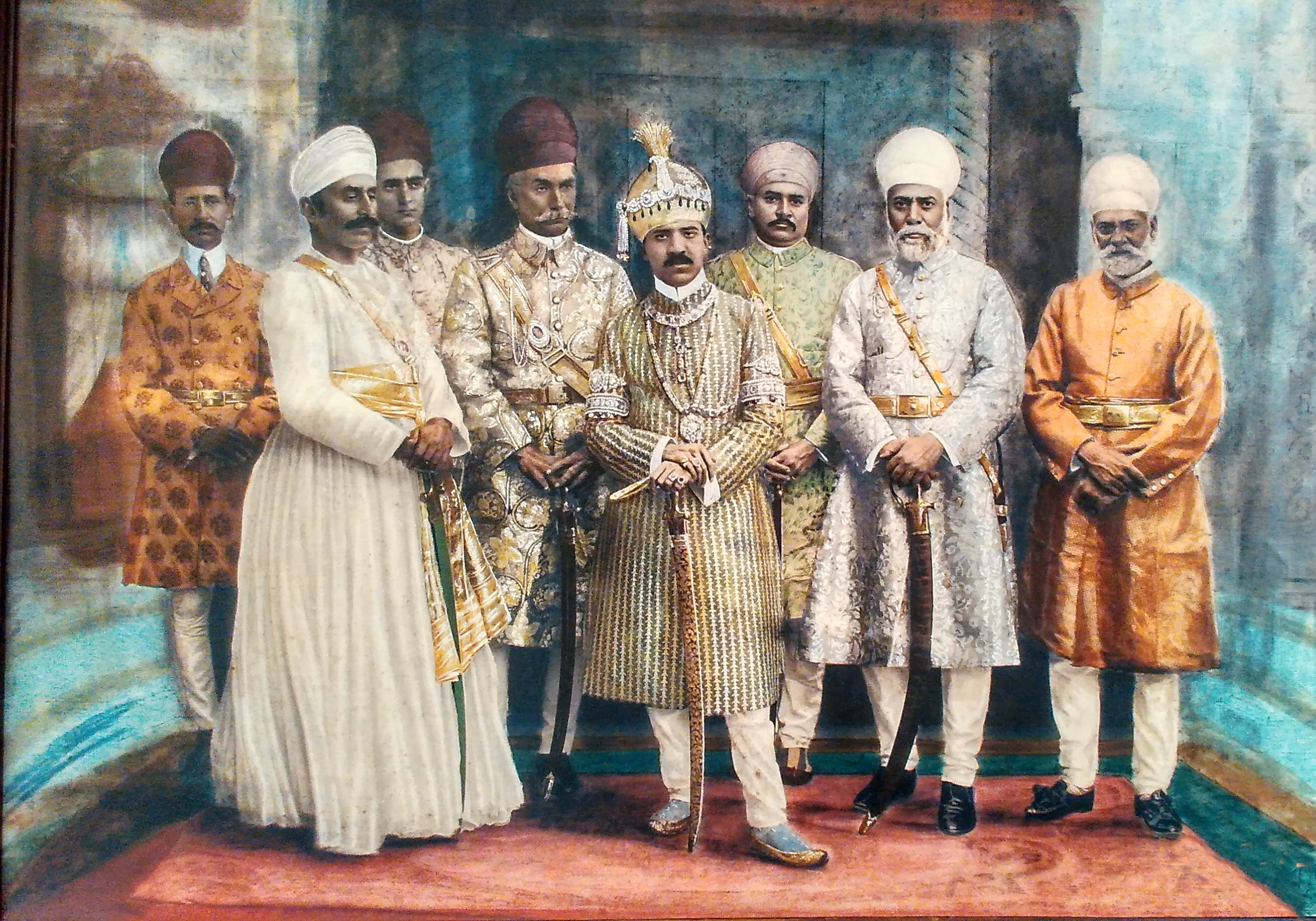
Pintura del último Nizam de Hyderabad con varias personas vistiendo diferentes tipos de sherwani.

El sherwani (también denominado shairwani y menos comúnmente serwani ) es una prenda de abrigo largo que se usa en Asia Central y del Sur. Es muy similar a una levita occidental o un żupan polaco y lituano. El sherwani se usa sobre un kameez con la combinación de shalwar como ropa para la parte inferior del cuerpo. Se puede distinguir del achkan por el hecho de que es más largo que el achkan, a menudo está hecho de telas más pesadas y por la presencia de un forro. El sherwani se usa en muchas ocasiones musulmanas, bodas y festivales como Eid.

## Etimología
El nombre del atuendo se deriva posiblemente de Sherwan, una región del actual Azerbaiyán debido a la vestimenta popular de esa zona (Chokha) que se parece a Sherwani en su aspecto. 

## Historia
El sherwani se originó en el siglo XVIII en el sur de Asia, antes de ser adoptado de manera más generalizada a fines del siglo XIX. Originalmente se asocia con la aristocracia musulmana durante el período de dominio británico. Según Emma Tarlo, el sherwani evolucionó a partir de una capa persa (balaba o chapkan), a la que gradualmente se le dio una forma más india (angarkha), y finalmente se convirtió en el sherwani, con botones en la parte delantera, siguiendo la moda europea. Se originó en la India británica del siglo XIX como la vestimenta de corte de estilo europeo de los nobles y la realeza mogol regionales del norte de la India, antes de ser adoptado de forma más generalizada a finales del siglo XIX. Apareció por primera vez en Lucknow en la década de 1820. Fue adoptado gradualmente por el resto de la realeza y la aristocracia del subcontinente indio, y más tarde por la población en general, como una forma más evolucionada de vestimenta tradicional ocasional. El nombre del atuendo se deriva posiblemente de Shirvan o Sherwan, una región del actual Azerbaiyán debido a la vestimenta popular de esa área (Chokha) que se asemeja a Sherwani en su apariencia. Por lo tanto, la prenda también puede ser un derivado indianizado de la vestimenta caucásica debido a los vínculos étnicos y culturales del indo-persa durante la Edad Media.

## Descripción
El sherwani evolucionó de una capa persa (balaba o chapkan ) y se desarrolló en el sherwani, con botones en la parte delantera, siguiendo la moda europea.

## Uso

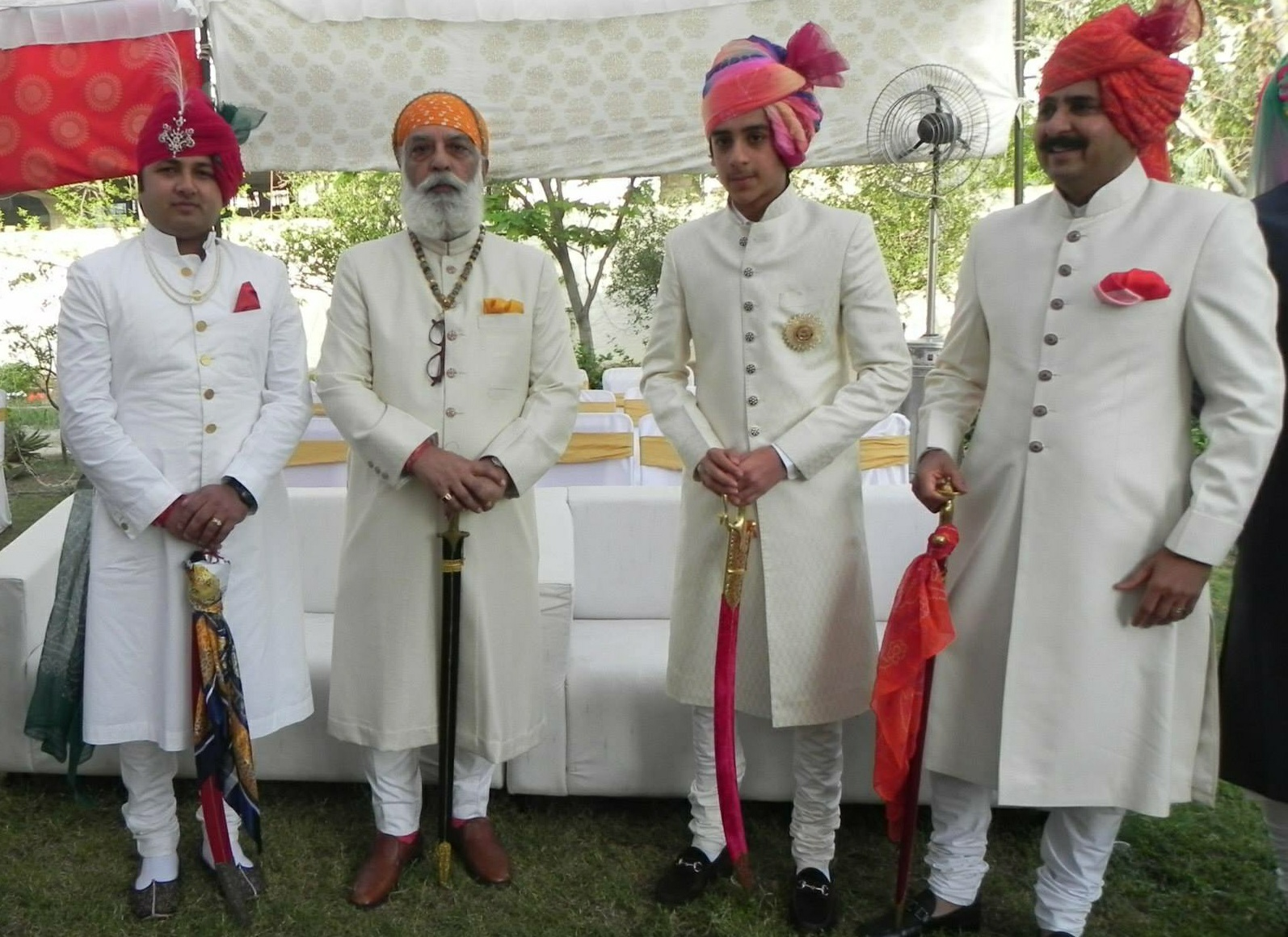
Achkan sherwani y churidar (parte inferior del cuerpo) usados por participantes en una boda hindú en Rajasthan, India.

En la actualidad el sherwani reconocido como atuendo de boda y siempre ha sido popular como atuendo que se puede usar en eventos formales. El sherwani significaba dignidad y etiqueta de la nobleza y solía ser la vestimenta de la corte de los nobles de origen turco y persa. Es la vestimenta nacional de Pakistán para los hombres. Un sherwani tiene un aire regio.

## India
En la India, el achkan se ha usado generalmente, y es mucho más corto que el sherwani. El achkan se usaba en ocasiones formales en invierno, especialmente en Rajasthan, Punjab, Delhi, Jammu, Uttar Pradesh e Hyderabad. El achkan generalmente se asocia con los hindúes, mientras que el sherwani fue históricamente y es el favorito de los musulmanes. Las dos prendas tienen similitudes significativas, aunque los sherwanis suelen ser más acampanados en las caderas y los achkans son más largos que los sherwanis simples. Más tarde, el achkan se convirtió en la chaqueta Nehru, que ahora es popular en la India. En la India, el achkan o sherwani generalmente se usa junto con pantalones churidar como prenda inferior.